# Akvarij
Akvarij (lat. aqua "voda") posuda je ili prostor ispunjena slatkom ili morskom vodom, prilagođena za uzgoj slatkovodnih ili morskih organizama.

## Slatkovodni akvarij
U slatkovodnim se akvarijima drže slatkovodni organizmi. Akvariji su prvobitno bili namijenjeni držanju ribica, ali akvarij može prirodno izgledati samo ako se uz ribice drže i biljke.
Biljke stvaraju kisik a uništavaju amonijak i puno drugih štetnih tvari koje ribe ispuštaju.
U akvariju bi bilo preporučljivo držati i biljke (npr. rod Cryptocoryne) i ribe (i druge organizme) zato što ribe ispuštaju ugljični dioksid koji biljke koriste za fotosintezu kako bi ribama (i ostalim organizmima) stvorile kisik.
U akvarijskoj podjeli riba (prema vrstama) razlikujemo 6 važnijih vrsta: živorodke, haracini, dvodihalice, somovi, ciklidi i ciprinidi.
Za živorodke je karakteristično da sve kote žive mlade. Dvodihalice su dobile ime po tome što imaju mogućnost udisanja atmosferskog kisika i kisika u vodi, a ciklidi su veće ribe koje je poželjno držati u većim akvarijima (od oko 150 l pa na dalje). Vrste ciklida s obzirom na mjesto gdje pripadaju: afrički (s jezera Malawi), američki (s Amazone) te Tanganika ciklidi.
Zanimljiva je vrsta ciprinida botia koja se ne moze uzgajati u zatočeništvu.
Spomenuti su već organizmi koji se isto mogu smijestiti u akvarij. Najpoznatije vrste organizama jesu kozice (Neocaridina denticulata sinensis var. red ili poznatija kao red cherry shrimp i Caridina japonica), plavi rak (Cherax quadricarinatus) i puž jabučar (Pomacea bridgesii).

## Morski akvarij
U morskim akvarijima drže se morski organizmi. Morska voda i morski organizmi nisu lako dostupni pa su morski akvariji većinom javni, državni ili privatni, a ne kućni. U Hrvatskoj se morski akvariji nalaze u Puli - "Aquarium Pula", Rovinju, Dubrovniku, Crikvenici, Umagu, Poreču, Baškoj i Vodicama. 